# Castelo de San Felipe de Barajas

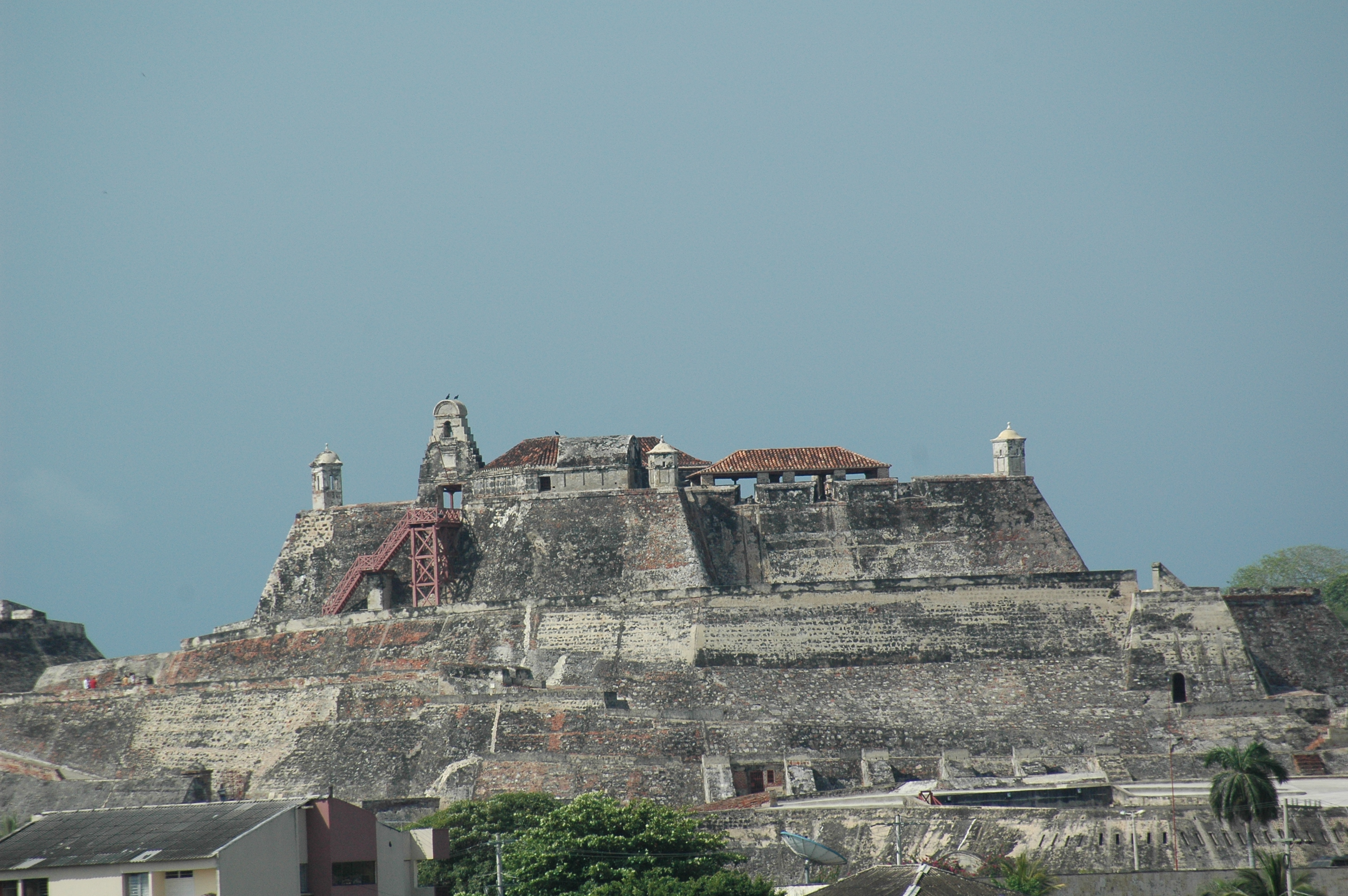
O Castelo de San Felipe de Barajas

O Castelo de San Felipe de Barajas é a maior obra militar espanhola no Novo Mundo, situado em Cartagena das Índias, na Colômbia. Era um dos maiores pontos de defesa do Vice-Reino de Nova Granada e teve papel importante em várias guerras, em especial, na Guerra da orelha de Jenkins. Atualmente, serve como ponto turístico da cidade, tendo em sua entrada uma estátua do militar espanhol Blas de Lezo, que defendeu o castelo durante o Sítio de Cartagena de Índias.
Como Castillo de San Lázaro, foi iniciado a sua construção em 1536, na Colina de San Lázaro. Após sucessivas reformas para ampliação, em 1657, teve seu nome alterado para Castillo de San Felipe de Barajas.